# Tanséga
Ne doit pas être confondu avec Tang-Sega.
Tanséga est une localité située dans le département de Komsilga de la province du Kadiogo dans la région Centre au Burkina Faso. En 2006, cette localité comptait 1 083 habitants dont 54,6 % de femmes.

## Santé et éducation
Le centre de soins le plus proche de Tanséga est le centre de santé et de promotion sociale (CSPS) de Komsilga tandis que le centre médical avec antenne chirurgicale (CMA) du secteur se trouve à Pissy, quartier de Ouagadougou. En 2018, le village obtient de la commune de Komsilga le budget pour la création d'une maternité.
Le village possède une école primaire publique. 